# Roville-devant-Bayon
Roville-devant-Bayon – miejscowość i gmina we Francji, w regionie Grand Est, w departamencie Meurthe i Mozela.
Według danych na rok 1990 gminę zamieszkiwało 628 osób, a gęstość zaludnienia wynosiła 142 osób/km² (wśród 2335 gmin Lotaryngii Roville-devant-Bayon plasuje się na 524. miejscu pod względem liczby ludności, natomiast pod względem powierzchni na miejscu 1062.).